# 縣道162號
縣道162號（溪口－梅山），是臺灣一條縣道級公路。西起嘉義縣溪口鄉溪口市區，東至嘉義縣梅山鄉尾庄，全長共計16.161公里，共有二條支線。
- 縣道162號溪口鄉的起點

## 支線

### 甲線
縣道162甲線（圳頭－太和），全線位於嘉義縣梅山鄉境內，西起梅山市區，東至油車寮，全長共計 46.617 公里，為目前臺灣第三長的縣道支線，也是少數支線比主線還要長的縣道之一，且未與主線相交，可視為獨立路線。

### 乙線
縣道162乙線（大林－大崎），為一大致上為南北向的支線。北自嘉義縣大林鎮潭底，南至嘉義縣民雄鄉大崎腳，利用原有路廊接起新路線，全長共 8.968 公里。

## 歷史沿革
乙線
為改善中正大學周邊公路系統，交通部於2017年4月25日公告新編縣道162乙線，皆行經既成道路。

## 行經行政區域
主線
全線均位於嘉義縣境內。
| 溪口鄉 | 溪口市區          | 0.000  | 縣道157號 · 嘉91線   | 公路起點 嘉91線起點              |
| －     |                   |        |                      |                                  |
| 大林鎮 | 排子路            | －     | （地區道路）         |                                  |
| 大林鎮 | 水汴頭            | －     | 嘉98線               | 嘉98線起點                       |
| 大林鎮 | 大林交流道        | 4.380  | 國道一號             |                                  |
| 大林鎮 | 甘蔗崙            | －     | （地區道路）         |                                  |
| 大林鎮 | 下埤頭            | 5.850  | 台1線                |                                  |
| 大林鎮 | 下埤頭            | －     | 嘉94線               |                                  |
| 大林鎮 | 下埤頭            | －     | 嘉95線               |                                  |
| 大林鎮 | － 跨越縱貫線南段 |        |                      |                                  |
| 大林鎮 | 潭底              | －     | 縣道162乙線 · 嘉99線 | 縣道162乙線起點 與嘉99線共線起點 |
| 大林鎮 | 過溝              | －     | 嘉99線               | 與嘉99線共線終點                 |
| 大林鎮 | 過溝              | －     | 嘉102線              | 嘉102線起點                      |
| 大林鎮 | 水碓              | －     | （地區道路）         |                                  |
| 大林鎮 | 林子前            | －     | （地區道路）         |                                  |
| 大林鎮 | 林子頭            | －     | 嘉102線              | 嘉102線終點                      |
| 大林鎮 | 過溪              | －     | 嘉98線               | 嘉98線終點                       |
| 大林鎮 | －                |        |                      |                                  |
| 大林鎮 | 大埔美            | －     | 嘉104線              | 嘉104線終點                      |
| 大林鎮 | 大埔美            | －     | 嘉103-1線            | 嘉103-1線起點                    |
| 大林鎮 | 梅山交流道        | 14.550 | 國道三號             |                                  |
| 大林鎮 | 新崎頭            | －     | 嘉103-2線            | 嘉103-2線起點                    |
| 梅山鄉 | 開元              | －     | （地區道路）         |                                  |
| 梅山鄉 | －                |        |                      |                                  |
| 梅山鄉 | 尾庄              | 16.161 | 台3線                | 公路終點                         |
| 共線   |                   |        |                      |                                  |

甲線
全線均位於嘉義縣境內。
| 梅山鄉 | 梅山市區 | －      | 縣道149號    | 公路起點      |  |
| 梅山鄉 | 圳頭     | －      | 嘉150線      | 嘉150線起點   |  |
| 梅山鄉 | 圳頭     | －      | 嘉152線      | 嘉152線起點   |  |
| 梅山鄉 | 九芎坑   | －      | （地區道路） |               |  |
| 梅山鄉 | 大半天寮 | －      | 嘉116線      | 嘉116線終點   |  |
| 梅山鄉 | 大半天寮 | －      |              |               |  |
| 梅山鄉 | 大半天寮 | －      | （地區道路） |               |  |
| 梅山鄉 | 群彎     | －      | 嘉152線      | 嘉152線終點   |  |
| 梅山鄉 | 太平     | 13.259  | 嘉154線      | 嘉154線起點   |  |
| 梅山鄉 | 堀尺嶺   | 15.530  | 嘉151-1線    | 嘉151-1線起點 |  |
| 梅山鄉 | －       |         |              |               |  |
| 梅山鄉 | 瑞峰     | 35.367  | （地區道路） |               |  |
| 梅山鄉 | 瑞里     | 38.541  | 縣道166號    | 縣道166號終點 |  |
| 梅山鄉 | 油車寮   | －      | （地區道路） |               |  |
| 梅山鄉 | 油車寮   | － 隧道 |              |               |  |
| 梅山鄉 | 油車寮   | 46.617  | 縣道169號    | 公路終點      |  |
|        |          |         |              |               |  |

乙線
全線均位於嘉義縣境內。
| 大林鎮 | 潭底     | 0.000 | 縣道162號 · 嘉99線 | 公路起點          |
| 大林鎮 | －       |       |                    |                   |
| 大林鎮 | 中林     | －    | （地區道路）       |                   |
| 大林鎮 | 中林     | －    |                    |                   |
| 大林鎮 | 中林     | －    | （無）             |                   |
| 大林鎮 | 中林     | －    |                    |                   |
| 大林鎮 | 中林     | －    | （地區道路）       |                   |
| 大林鎮 | －       |       |                    |                   |
| 大林鎮 | 頂員林   | －    | （地區道路）       |                   |
| －     |          |       |                    |                   |
| 民雄鄉 | 下山仔腳 | －    | 嘉104-2線          | 嘉104-2線起點     |
| 民雄鄉 | 下山仔腳 | －    | 嘉106線            | 與嘉106線共線起點 |
| 民雄鄉 | 下山仔腳 | －    | 嘉106線            | 與嘉106線共線終點 |
| 民雄鄉 | 下山仔腳 | －    |                    |                   |
| 民雄鄉 | 下山仔腳 | －    | （地區道路）       |                   |
| 民雄鄉 | 新庄子   | －    | 嘉105線            | 與嘉105線共線起點 |
| 民雄鄉 | 新庄子   | －    | 嘉105線            | 與嘉105線共線終點 |
| 民雄鄉 | 新庄子   | －    |                    |                   |
| 民雄鄉 | 新庄子   | 7.500 | 縣道164號          | 縣道164號終點     |
| 民雄鄉 | 新庄子   | －    | 嘉105線            |                   |
| 民雄鄉 | －       |       |                    |                   |
| 民雄鄉 | 大崎腳   | 8.968 | 縣道166號          | 公路終點          |
| 共線   |          |       |                    |                   |

## 沿線路名
| 主線 - 中正東路 - 排子路 - 民生北路 - 民生路 - 新興街 - 四維街 - 中興路 | 甲線 - 新興路 - 玄廟路 - 大坪路 | 乙線 - 大民北路 - 大民南路 - 大學路二段 - 正大路一－二段 |

## 沿線設施與景點
| 主線 - 嘉義縣立溪口國民中學 - 嘉義縣大林鎮排路國民小學 - 大林交流道（國道一號） - 大林慈濟醫院 - 大林體育運動公園 - 嘉義縣私立同濟高級中學 - 嘉義縣大林鎮三和國民小學 - 大埔美精密機械園區 - 梅山交流道（國道三號） | 甲線 - 太平雲梯 - 太平老街 - 梅山大峽谷 - 嘉義縣梅山鄉瑞峰國民小學 - 瑞里風景區 | 乙線 - 大林慈濟醫院 - 國立中正大學 - 嘉惠發電廠 |